# Abdul Razak
Abdul Razak (ur. 11 listopada 1992 w Abidżanie) – piłkarz z Wybrzeża Kości Słoniowej występujący na pozycji pomocnika, obecnie gra w klubie West Ham United.

## Kariera Klubowa

### Manchester City
Razak trafił do klubu w sierpniu 2010, lecz zadebiutował dopiero w lutym 2011r.

### Portsmouth
28 października 2011 Razak dołączył do drużyny Portsmouth, na wypożyczeniu przebywał miesiąc i zdążył zagrać zaledwie w 3 meczach. Zadebiutował w barwach Portsmouth w wygranym meczu 3-1 przeciwko Derby County, w którym pojawił się na boisku w 62 minucie.

### Brighton
17 lutego 2012 Razak na 3 miesiące został wypożyczony do Brighton & Hove Albion i już 22 lutego zadebiutował w meczu przeciwko Hull City.

### Charlton Athletic
29 października 2012 Razak dołączył do Charlton Athletic na zasadzie wypożyczenia na 3 miesiące.